# Tony Cardenas
Tony Cárdenas, all'anagrafe Antonio Cárdenas (Los Angeles, 31 marzo 1963), è un politico statunitense, membro della Camera dei Rappresentanti per lo stato della California dal 2013 al 2025.

## Biografia
Nato a Los Angeles in una numerosa famiglia di immigrati messicani, Cardenas frequentò l'Università della California, Santa Barbara ottenendo un bachelor in ingegneria elettrica.
Ben presto Cardenas si appassionò alla politica e, dopo l'adesione al Partito Democratico, nel 1996 venne eletto all'interno della legislatura statale della California, dove rimase per otto anni. Nel 2002 cercò l'elezione nel consiglio comunale di Los Angeles, ma venne sconfitto di misura da Wendy Greuel.
L'anno successivo ci riprovò e questa volta ottenne un seggio, che gli fu riconfermato nel 2007 e nel 2011.
Nel 2012 si candidò alla Camera dei Rappresentanti e riuscì ad essere eletto deputato con un'ampia maggioranza di voti.
Tony Cardenas è sposato con Norma, dalla quale ha avuto quattro figli. Sua sorella Maria Trinidad Cardenas è sposata con lo scrittore e poeta Luis J. Rodriguez.